# Kirchseelte
Kirchseelte est une municipalité allemande du land de Basse-Saxe et l'arrondissement d'Oldenbourg. En 2014, elle comptait 1 176 hab.

## Source
- (de) Cet article est partiellement ou en totalité issu de l’article de Wikipédia en allemand intitulé « Kirchseelte » (voir la liste des auteurs).